# جونزالو غارسيا
جونزالو غارسيا (بالإسبانية: Gonzalo García Núñez)‏ (و. 1947 – م) هو سياسي، وعالم اقتصاد، من بيرو، ولد في ليما.